# Louis Gauchat

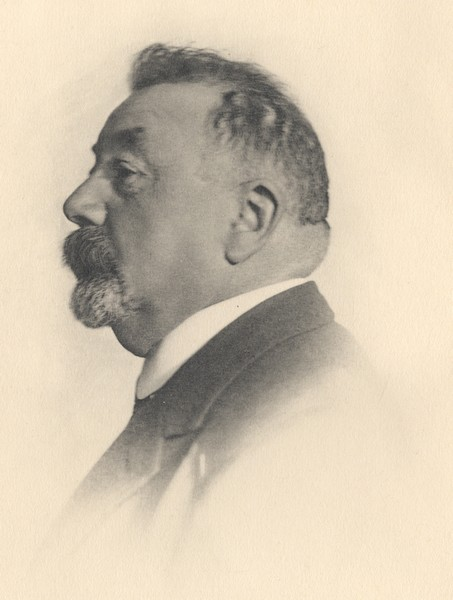
Louis Gauchat.

Louis Gauchat, född 12 januari 1866, död 22 augusti 1942, var en schweizisk romanist.
Gauchat var en framstående dialektolog, och gordes sig särskilt känd som grundare av Glossaire des patois de la Suisse romande (1924–).